# 玩具熊的五夜后宫：扭曲的事物
《玩具熊的五夜后宫：扭曲的事物》（英文：Five Nights at Freddy's: The Twisted Ones）是由史葛·戈晃和琪拉·布里德·鲁依斯莉（Kira Breed Wrisley）共同写作的神秘恐怖小說。此小说为《玩具熊的五夜后宫：银之眼》的续作，于2017年6月27日出版。和前作一样，其参考自戈晃最畅销的恐怖游戏系列“玩具熊的五夜后宫” 。
这本小说和前作不同，剧情中引入了一系列的新机械玩偶，即“扭曲机械玩偶”（Twisted Animatronics）。他们分别有扭曲佛莱迪（Twisted Freddy）、扭曲邦尼（Twisted Bonnie）、扭曲霍斯（Twisted Foxy）和从未见过的扭曲狼（Twisted Wolf）。

## 简介
在费斯熊佛莱迪的披萨餐厅发生的恐怖事件已过了一年，查莉只想要继续前进。即使对新学校感到兴奋并有着全新的开始，她还是被那戴着面具的杀人犯和四个可怕的机械玩偶的噩梦受到困扰。查莉觉得她痛苦的经验已经结束了，但一系列的尸体被发现在她学校附近，充满着令人不安的熟悉的伤口，她发现自己回到了她爸爸恐怖的创造物的世界中。有什么扭曲的事物正在困扰着查莉，而这次，如果它找到她的话，它不会让她逃走。

## 剧情
故事发生在上一章的一年后，因与珍阿姨互相争吵而离开她身边，以及涉及到她死去的弟弟的空虚感和噩梦，查理决定和她的朋友洁西卡去圣乔治学院学习机器人学，在那里她和班上的男生阿特交上了朋友。
一天，查理和约翰见面后，她遇到了克莱·伯克警官，克莱警官要求查莉和他一起走。 警官将查莉带到了哈里肯附近的操场，那里有着一个充满伤口的男人尸体。在检查了尸体后，查莉确定了这是因弹簧锁造成的伤口，这个弹簧锁和她爸爸制造的首两个机器人相似，但更大。在回家途中，克莱警官将佛莱迪餐厅被最近发生的风暴破坏以及里头的东西被摧毁或仍走的过程都告诉了查莉。最后克莱告诉查莉他们在那里发现了假血，而戴维的尸体也失踪了，暗示着他还有可能活着。和约翰约好后，查莉告诉了他刚才发生的事情。
第二天早上，查理和杰西卡去看了看佛莱迪餐厅的残余，在检查四周时，她们发现了戴维在黄色邦尼里的尸体，并且被锁在“海盗巢穴”的暗门里。查莉和洁西卡决定离开，把戴维留在那里；在下午，查莉在回到哈里肯的路上却发现了一名女孩的尸体，那名女孩意外地和查莉长得很像，身体上也有着和之前的男人身上一样的伤口。克莱警官尽快赶到，并告诉她当天早上发现了另一个与她相似的女孩的尸体；在查理的请求下，克莱景观给了她受害者家的地址，以便她能找到一些线索。
查理并没有在房子里找到有用的东西，但她注意到花园里有着三块泥土，仔细一看却发现地上有着一个大洞，可以看得出曾经有人从这里逃走了。查莉赶紧去找约翰，告诉他这件事情，最后两人决定去看看查莉爸爸的屋子；查莉抵达了之后却一直迷失在她记忆之中，直到她们发现一个因被暴风摧毁而打开的秘密房间。查莉马上注意到了之前看到的巨大坟墓。她们之后竟发现到一个恐怖的无毛机械玩偶，它看起来很像是海盗狐狸霍斯。但那个机器人突然开始改变外表，变成了恶魔和扭曲版的霍斯。霍斯打开了胸口，尝试将查莉推到他胸口中。就在霍斯快要完成他的目的时，约翰将霍斯关闭了电源，时机器人的头部分离，之后其身体恢复了正常；查莉在检查霍斯后发现了其转变的原因：一个能够发出特定类型的波浪，欺骗听众的头脑，使他们相信看到不存在的东西，而这个仪器被标着着名为“阿夫顿机械有限公司”的名牌。
查莉检查受害者被找到的地方，并开始相信犯案的杀人犯就是这些机械玩偶，并且现在就在找着她；为了在白天躲起来，她们挖了个坑并在夜幕降临时才出来。在发现了他们可能埋葬自己的地方后，查莉、约翰和洁西卡前去检查。在他们接近一个废弃的建筑物时，她们感觉到地面在移动，在那个位置她们发现了一个像是佛莱迪的东西，但是像在查莉爸爸的家中找到的机器人一样的恐怖样子，之后，克莱·伯克也抵达了，在他了解清醒并发现夜晚即将来临后，他决定以煤气泄漏为理由疏散该区域，私人在警官撤离等候，等着那些机械玩偶重新启动的世纪。但突然他们听见了哭声，四人赶紧前去查看并发现一个正在前往附近森林的巨大影子，查莉随着影子走去，发现自己正在和一个没见过的机械玩偶面对面，那个机械玩偶整体像是个巨大的拟人狼，有着发亮的蓝色眼睛、尖牙和锐利的爪子；那个机械玩偶打开了他的胸口，将一个女孩的尸体扔了下来后，消失在树林里。克莱马上赶到拯救这个不幸的女人，尽管情况严重，她仍然活着。
隔天，在没有告诉其他人的情况下，查莉独自一人探访了她爸爸的家；追溯着她的房间，她希望她对她所发生的一切都有一个概念，特别是解释她那不断出现的噩梦。 然而，她发现了一个扭曲和恶魔版的佛莱迪，他身体的一边有着情色的泡泡，嘴巴也异常巨大；佛莱迪将她推入使她晕倒。与此同时，克莱，约翰和杰西卡已经猜到发生了什么事情。他们找来了在旧佛莱迪餐厅找到，之后被克莱藏在地窖里的机械玩偶。机器人却对约翰提到的威廉·阿夫顿的名字作出了反应，利用三人分心的时刻离开了房子。克莱等人决定跟上。
与此同时，查理重新获得了意识，发现自己在机械玩偶的内部，她试图解放自己，然后逃出被暂时关闭的机器人。女孩发现自己在一家和佛莱迪餐厅非常相似的披萨餐厅里，在不同的房间里游荡时，她发现了几个从未见过的机械玩偶，有些像黑猩猩这样的机械玩偶，还有一些有着人形的外表；突然她听到有人说“你好”，开始寻找他说话的人。 探索了好几个房间后，她看到一个小孩拿着气球，握住一个写着“气球”的板子，后来才发现是个机械玩偶，查莉吓坏跑了回来，但整个地方开始变得越来越扭曲和令人毛骨悚然，让查莉开始一位自己在被几个小孩追着。不久后，克莱、约翰和杰西卡跟着他们的脚步，及时赶到那家地下披萨餐厅，用这些特殊的碟子摧毁了灯并救出查莉。
此后不久，扭曲佛莱迪再次出现，并被克莱用手枪射击阻止，这也破坏了幻觉碟子。后来他们被狼机械玩偶以及扭曲的恶魔版本的邦尼所阻挡。 两个机器人在一段声音出现后停止了，朝声音来源一看是威廉·阿夫顿，他穿着黄色邦尼的套装，自称自己为弹簧陷阱，并解释那些扭曲的机器人是由他制造和命令。在被弹簧陷阱震惊后，克莱和其他人逃脱了两个机器人，克莱企图用他的枪和从旧容器漏出来的汽油将他们给烧起来；查莉看见弹簧陷阱逃跑后，追着他并渴望得到答案；在约翰和其他人打算追上她时，两个机器人再度出现，其中断的录音带停止工作，使他们看起来真的就是。
狼正要攻击约翰和杰西卡，但有些东西抓住了他的腿，阻止了他。在霍佛莱迪餐厅被操纵的霍斯出现，用他的钩子摧毁了狼；扭曲邦尼也遭遇了同样的命运，旧的邦妮和奇卡把他拖到了阴影中，将他撕裂；不久后扭曲佛莱迪却又重新出现，一半被摧毁但仍然在运作，他开始与霍斯对战；与此同时，男孩们和克莱前去寻找查理，却被几个带着气球的孩子挡住了，但是由于旧的佛莱迪的突然到来和帮助，他们立即被摧毁了。
与此同时，查理跑过满是幻觉的走廊，寻找着弹簧陷阱，在发现了他后他们开始战斗，最终查理通过在敌人的胸前插入一块铁而获得了胜利。查莉找回了她的朋友，询问那个男人为什么绑架了他的弟弟山米，他用一个神秘的语气说：“我没有选择他，而是你。”使查莉更加激动；但克莱中断了讨论，指出由于动物之间的战斗，大楼就快要崩溃了；趁着他们一时分心，弹簧陷阱用一道秘密暗门逃了出去，其他人因情况紧急不得不逃走。
随着一条隧道，他们发现自己在查莉家的地底下，查莉停下看着一道门，那道门和她在噩梦中看到的门相似，约翰因危险逼近试图说服她离开，查莉坚持不愿离开，约翰在最后为了说服她而最后对查莉告白。但很快查理被那即使少了只手和双脚还能活跃的佛莱迪抓走。佛莱迪将查莉推回到他内部，尽管克莱，杰西卡和约翰努力尝试救回她，套装里的机械被折断，杀死了查莉。警察不久后赶到将男孩们带走，珍阿姨之后也来到见见侄女的尸体。约翰，杰西卡，阿特和玛拉后来在咖啡厅重新思考发生过的事情，最后决定不去探究其他秘密，把这个悲伤的故事仍在脑后，记住他们与查莉的美好回忆。故事的最后，除了约翰之外的男孩们错误地将一个女孩认作查理。

## 登场角色
- 夏洛特·艾米丽（Charlotte Emily）：小名查莉（Charlie）。故事的主角。 她是一个十八岁的女孩，有着黑暗的噩梦和破碎的记忆。
- 阿特（Arty） ：查莉的同学。似乎暗恋着查莉，但最后仍然没有回报。
- 崔德威博士（Dr. Treadwell）：查理和阿特的计算机科学与心理学教授。
- 约翰 （John）：查莉最好的朋友。在一年前的风暴过后在城市当起了修理工程师。喜欢查莉，并通过回报来表达自己的感受。
- 洁西卡（Jessica）：查理和他在学院宿舍的室友最好的朋友。相当内向和活泼。
- 克莱·伯克（Clay Burke）：卡尔顿的父亲，查理的朋友，当地警察局长。在前作中，他轻描淡写地描述了机器人的故事，在这一章中他更为现实，对这个案子很感兴趣。
- 珍·艾米丽（Jen Emily）：被称作珍阿姨（Aunt Jen）。查理的姨母，在父亲的自杀后照顾查莉。在小说的开头，两人突然争论起来。她也有出现在侄女尸体的发现。
- 死去的孩童：威廉·阿夫顿的受害者，包括查莉的孪生兄弟萨米·艾米丽（Sammy Emily）和查理的童年朋友迈克尔·布鲁克斯（Michael Brooks）。现在每个人都附身在佛莱迪餐厅的机器人身上。目前他们的命运为未知。
- 扭曲机械玩偶（Twisted Animatronics） ：故事的主要敌对机械玩偶。分别为扭曲佛莱迪、扭曲霍斯和扭曲邦尼；还有一只叫做“扭曲的狼”的新型机械玩偶。他们的真身其实只是被正常摧毁的机器人，但外观被一个使听者看到不同事物的圆盘所修改，它们表现为可怕的和肉肉生物，而不是金属生物。
- 威廉·阿夫顿（William Afton）：曾化名为戴维·米勒（Dave Miller），在穿上黄色邦尼时自称为弹簧陷阱（Springtrap）。他是这本书的敌对人物，用假血伪装自己的死亡，但最后计划被查理毁了，死亡并穿上了套装。在揭露想要像山米一样杀掉查莉，但是是以不同的方式后，间接地逃走了。

## 发展
这本小说首次是在2017年早期在亚马逊被发现到，开始争论该产品的真实性。之后，戈晃确定了该小说是官方的。这本书在一些书店提早发售，但在2017年6月27日公开发售。

## 回响
比起在紐約時報暢銷書榜蟬聯榜首4周的前作，《玩具熊的五夜后宫：扭曲的事物》并没有获得如此轰动性的成功。一位名为Rami Ungar的網誌作者表示其故事是读者无法设想的，尤其是在高潮部分。不过，他也觉得其中的角色比起前作更加“平淡”，给了读者一种不真实的感觉。因此他觉得这本书比起前作是比较差的。